# Мантуя
Ма́нтуя (итал. Mantova МФА: [ˈmantova]о файле, ломб. Mantoa, Mantua, местн. Màntua, лат. Mantua, Mantoa, Mantuana civitas) — город в итальянской области Ломбардия, административный центр одноимённой провинции. С трёх сторон город окружён затоками реки Минчо. 
Покровителем города считается святой Ансельм. День города приходится на 18 марта.
С июля 2008 года, являясь городом ломбардского искусства, вместе с Саббьонетой, вошёл в список объектов всемирного наследия ЮНЕСКО. Эти города разделяют наследие, оставленное им Гонзагами, сделавшее их одними из главных центров итальянского и европейского ренессанса.
В 2016 году Министерство культурного наследия, культурной деятельности и туризма Италии присвоило Мантуе звание итальянской культурной столицы.

## География
До XII века поселение находилось на острове. После того, как были проведены работы по регулированию реки Минчо, возникший город оказался на полуострове, а окружающее его с трёх сторон (кроме южной) озеро было разделено двумя дамбами (ведущими на Брешиа-Верону и на Падую-Феррару) на три части (верхнюю, среднюю, нижнюю). Французский путешественник Шарль де Бросс писал в 1739 году:

Не понимаю, кому могла прийти в голову мысль построить город в подобном месте, ибо, хотя он и не стоит среди озёр, как это часто утверждают, а только на краю их, он все же до такой степени окружен болотами, что к нему можно приблизиться лишь с одной стороны, и то лишь по узкой насыпи. Естественная сила такого расположения увеличена, кроме того, искусством. Крепостные сооружения города и его цитадель имеют настолько хороший вид, что, если не знать, как знает мой друг д’Аллере, все стратагемы Фронтина, мне кажется немыслимо взять приступом подобную крепость.

## История
В древности на месте Мантуи находились поселения этрусков и галлов. С 220 года до н. э. город стал центром римской колонизации севера Италии. В 70 году до н. э. в одном из городских предместий родился величайший поэт Древнего Рима — Вергилий («мантуанский лебедь»).
В XI веке Мантуя оказалась в составе обширных владений маркграфа Бонифация III Тосканского. После смерти его дочери Матильды в 1115 году мантуанцы перешли к республиканскому правлению и в 1167 году вступили в про-папскую Лигу Ломбардских городов.
В 1269 году знатный мантуанец Пинамонте деи Бонакольси, гибеллин, коварным путём низложил владевшего Мантуей графа Альберто Касалоди, гвельфа, изгнал и истребил его родню, а также многих гвельфов, и подчинил город своей власти. Семья Бонакольси занимала пост капитана народа Мантуи с 1273 по 1328 годы (Пинамонте 1273—1291, Барделлоне 1291—1299, Гвидо 1299—1309, Ринальдо 1309—1328). Бонакольси построили многие из тех зданий, которые до сих пор сохраняют в Мантуе особый средневековый колорит. В 1328 году со смертью Ринальдо, убитого во время мятежа, подстрекаемого семейством Гонзага, правление Бонакольси закончилось. В 1328 году синьорами Мантуи были провозглашены представители рода Гонзага. Несколькими годами позже они получили титул маркизов, а потом были награждены герцогской короной. В 1459 году из Мантуи папа Пий II провозгласил крестовый поход против турок.
В 1526 году в Мантуе скончался прославленный итальянский кондотьер Джованни де Медичи (1498—1526).

В 1531 году благодаря удачному династическому браку к территории герцогства Мантуанского прибавился Монферрат. 
Как крепость, Мантуя имела первостепенную важность в войнах XVIII и XIX века. Она составляла часть знаменитого «четырёхугольника», на обладании которым основывалось австрийское господство в северной Италии. Ни одна из бесчисленных кампаний, полем коих была Ломбардия, не обошлась без того или другого участия Мантуи, ни один из итальянских городов не видел столько осад, вылазок, штурмов, бомбардировок и капитуляций, начиная от первой достопамятной осады 1630 года и до дней Кустоцы и Сольферино.
Двор в Мантуе был одним из блистательных в Европе, Гонзага покровительствовали людям искусства, и при их резиденции всегда могли найти приют художники, скульпторы, поэты и писатели. Именно в Мантуе начинал свою карьеру Рубенс.
В 1628—1631 годах Гонзага сумели удержать владение Мантуей во время Войны за мантуанское наследство, однако к началу XVIII века стало ясно, что род Гонзага угасает. Под новыми правителями из младшей французской ветви этой семьи город постепенно пришел в упадок.
Во время Войны за испанское наследство последний герцог выступил на стороне французов, за что был изгнан из города Габсбургами. Вместе с собой он увёз в Венецию почти всю картинную галерею. После смерти герцога в 1708 году права на Мантую перешли к его родственникам из Лотарингского дома, однако Габсбурги компенсировали их предоставлением Тешенского княжества.

Путём строительства новых укреплений австрийские хозяева превратили Мантую из города искусств в южный бастион своей громоздкой империи. В 1797 году Мантуя стала самым «крепким орешком» для Наполеона I во время завоевания Италии, и только после продолжительной осады ему удалось овладеть этим «ключом к Апеннинам». Оккупанты разорили почти все храмы и монастыри древнего города… 20 февраля 1810 года в Мантуе, по приговору военного суда и по приказу Наполеона I, был расстрелян главнокомандующий и правитель Тироля Андреас Гофер. Он не позволил французам завязать себе глаза, отказался встать на колени, и сам скомандовал: «Стреляй!». А уже умирая, воскликнул: 
Да здравствует добрый кайзер Франц!
 Известие об этом устыдило и повергло в смущение австрийский двор, к тому времени уже примирившийся с Наполеоном и ведший дело к женитьбе французского завоевателя на дочери императора Франца — Марии-Луизе. Тем не менее, 
Австрия осталась молчаливой свидетельницей казни Гофера.
 — писал немецкий историк Артур Клейншмидт. Французское владычество над Мантуей продолжалось до 1814 года, после чего в город вернулись австрийцы. В 1815 г. Венский конгресс официально вернул Мантую австрийским Габсбургам.
В ходе движения Рисорджименто, Мантуя в 1866 году вошла в состав объединённой Италии.

## Достопримечательности
В 2008 году исторический центр Мантуи был включён в число памятников Всемирного наследия человечества. Связано это с отражением в городской планировке и застройке идеалов итальянского Ренессанса.
Центральное положение в городе занимает Мантуанский собор, обязанный своим нынешним видом воображению Джулио Романо. Напротив собора — огромный дворец герцогов, заложенный в конце XIII века и называемый Реджиа, с редкими по отделке интерьерами вроде «Камеры дельи Спози».
Помимо собора, среди городских церквей первое место занимает Сант-Андреа (1472) — шедевр Леона-Батисты Альберти. Ему же принадлежит церковь Сан-Себастьяно (1460—1470). Из средневековых храмов известны Ротонда-ди-Сан-Лоренцо (1082) и церковь св. Франциска (1304).
Среди резиденций дома Гонзага, помимо герцогского дворца, примечателен замок св. Георгия (1395—1406), который хранит фрески Мантеньи. Палаццо Раджионе строилось с XIII по XV века. Палаццо дель Те (1525—1535) — вершинное достижение европейского маньеризма, как по архитектуре, так и по стенописи; спроектировал и расписал его тот же Романо.
Из культурных учреждений Мантуи замечательна Вергилиевская академия, при которой в XVIII веке был устроен «научный театр». Академия до настоящего времени готовит специалистов, уровень которых получает общественное признание. В частности, одной из выпускниц Академии является известная оперная певица Эрмонела Яхо.
Мантуанская библиотека была основана в 1780 году указом императрицы Марии-Терезии. Также туристам показывают дома, в которых жили Мантенья и Джулио Романо.

### Галерея
- Торре делл'Оролоджо и Ротонда Сан-Лоренцо
- Кафедральный собор Мантуи
- Убранство базилики Сант-Андреа
- Роспись в Палаццо дель Те
- Потолок в Палаццо Дукале

## Интересные факты
Согласно исследованию итальянской ассоциации экологов Legambiente, «Urban Ecosystem 2017» Мантуя занимает первое место в рейтинге лучших итальянских городов по качеству окружающей среды и жизни.

## Города-побратимы
- Мадисон (США)
- Невер (Франция)
- Пушкин (Российская Федерация)